# HD 130917
 (9 août 2025).
Désignations
HD 130917 est une étoile de la constellation du Bouvier, située à 335 ± 1 a.l. (∼ 103 pc) de la Terre.